# Équipe de Grande-Bretagne de Fed Cup
L'équipe de Grande-Bretagne de Fed Cup est l’équipe qui représente le Royaume-Uni lors de la compétition de tennis féminin par équipe nationale appelée Fed Cup (ou « Coupe de la Fédération » entre 1963 et 1994).
Elle est constituée d'une sélection des meilleures joueuses de tennis britanniques du moment sous l’égide de la Lawn Tennis Association.

## Entraîneurs
L'équipe de Grande-Bretagne est actuellement entraînée par Judy Murray, la mère d'Andy Murray. Elle est en poste depuis 2012. Entre 2007 et 2011, le capitaine était le coach Nigel Sears.

## Résultats par année

### 1963 - 1969
- 1963 (4 tours, 16 équipes) : après une victoire au 1er tour contre le Canada et l’Autriche en 1/4 de finale, la Grande-Bretagne s'incline en 1/2 finale contre les États-Unis.
- 1964 (5 tours, 20 équipes) : après un « bye » au 1er tour, une victoire contre la Norvège au 2e tour et l’Afrique du Sud en 1/4 de finale, la Grande-Bretagne s'incline en 1/2 finale contre les États-Unis.
- 1965 (4 tours, 11 équipes) : après un « bye » au 1er tour et une victoire contre l’Afrique du Sud en 1/4 de finale, la Grande-Bretagne s'incline en 1/2 finale contre les États-Unis.
- 1966 (5 tours, 21 équipes) : après un « bye » au 1er tour, une victoire contre le Canada au 2e tour et la Tchécoslovaquie en 1/4 de finale, la Grande-Bretagne s'incline en 1/2 finale contre les États-Unis.
- 1967 (5 tours, 17 équipes) : après un « bye » au 1er tour, une victoire contre la Suède au 2e tour, l’Italie en 1/4 de finale et l’Australie en 1/2 finale, la Grande-Bretagne s'incline en finale contre les États-Unis.

| Royaume-Uni - États-Unis - 0 : 2 |                                |                               |               |
| 1                                | Virginia Wade                  | Rosie Casals                  | 7-9, 6-8      |
| 1                                | Ann Haydon-Jones               | Billie Jean King              | 3-6, 4-6      |
| 1                                | Ann Haydon-Jones Virginia Wade | Rosie Casals Billie Jean King | 8-6, 7-9, ab. |

- 1968 (5 tours, 23 équipes) : après une victoire au 1er tour contre la Suède, la Tchécoslovaquie au 2e tour et l’URSS en 1/4 de finale, la Grande-Bretagne s'incline en 1/2 finale contre l’Australie.
- 1969 (5 tours, 20 équipes) : après un « bye » au 1er tour, une victoire contre la Belgique au 2e tour et l’Allemagne de l'Ouest en 1/4 de finale, la Grande-Bretagne s'incline en 1/2 finale contre l’Australie.

### 1970 - 1979
- 1970 (5 tours, 22 équipes) : après un « bye » au 1er tour, une victoire contre la Nouvelle-Zélande au 2e tour et les Pays-Bas en 1/4 de finale, la Grande-Bretagne s'incline en 1/2 finale contre l’Australie.
- 1971 (4 tours, 14 équipes) : après un « bye » au 1er tour, une victoire contre la Nouvelle-Zélande en 1/4 de finale et les États-Unis en 1/2 finale, la Grande-Bretagne s'incline en finale contre l’Australie.

| Australie - Royaume-Uni - 3 : 0 |                                  |                           |               |
| 1                               | Evonne Goolagong                 | Virginia Wade             | 6-4, 6-1      |
| 1                               | Margaret Smith Court             | Ann Haydon-Jones          | 6-8, 6-3, 6-3 |
| 1                               | Margaret Smith Court Lesley Hunt | Winnie Shaw Virginia Wade | 6-4, 6-4      |

- 1972 (5 tours, 31 équipes) : après une victoire au 1er tour contre le Japon, l’Argentine au 2e tour, l’Allemagne de l'Ouest en 1/4 de finale et l’Australie en 1/2 finale, la Grande-Bretagne s'incline en finale contre l’Afrique du Sud.

| Afrique du Sud - Royaume-Uni - 2 : 1 |                           |                             |               |
| 1                                    | Pat Pretorius             | Virginia Wade               | 3-6, 2-6      |
| 1                                    | Brenda Kirk               | Winnie Shaw                 | 4-6, 7-5, 6-0 |
| 1                                    | Brenda Kirk Pat Pretorius | Virginia Wade Joyce Barclay | 6-1, 7-5      |

- 1973 (5 tours, 30 équipes) : après un « bye » au 1er tour et une victoire contre le Mexique au 2e tour, la Grande-Bretagne s'incline en 1/4 de finale contre la Roumanie.
- 1974 (5 tours, 29 équipes) : après une victoire au 1er tour contre l’Irlande, la Norvège au 2e tour et l’Afrique du Sud en 1/4 de finale, la Grande-Bretagne s'incline en 1/2 finale contre l’Australie.
- 1975 (5 tours, 31 équipes) : après une victoire au 1er tour contre l’Autriche et l’Espagne au 2e tour, la Grande-Bretagne s'incline en 1/4 de finale contre la France.
- 1976 (5 tours, 32 équipes) : après une victoire au 1er tour contre la France, le forfait de la Hongrie au 2e tour et une victoire contre l’Afrique du Sud en 1/4 de finale, la Grande-Bretagne s'incline en 1/2 finale contre l’Australie.
- 1977 (5 tours, 32 équipes) : après une victoire au 1er tour contre le Danemark, la Corée du Sud au 2e tour et la Suède en 1/4 de finale, la Grande-Bretagne s'incline en 1/2 finale contre l’Australie.
- 1978 (5 tours, 32 équipes) : après une victoire au 1er tour contre l’Espagne, l’Allemagne de l'Ouest au 2e tour et la Tchécoslovaquie en 1/4 de finale, la Grande-Bretagne s'incline en 1/2 finale contre les États-Unis.
- 1979 (5 tours, 32 équipes) : après une victoire au 1er tour contre la Nouvelle-Zélande et la Belgique au 2e tour, la Grande-Bretagne s'incline en 1/4 de finale contre la Tchécoslovaquie.

### 1980 - 1989
- 1980 (5 tours, 32 équipes) : après une victoire au 1er tour contre Israël et l’Argentine au 2e tour, la Grande-Bretagne s'incline en 1/4 de finale contre l’Allemagne de l'Ouest.
- 1981 (5 tours, 32 équipes) : après une victoire au 1er tour contre la Belgique, la France au 2e tour, l’URSS en 1/4 de finale et l’Australie en 1/2 finale, la Grande-Bretagne s'incline en finale contre les États-Unis.

| États-Unis - Royaume-Uni - 3 : 0 |                           |                        |          |
| 1                                | Andrea Jaeger             | Virginia Wade          | 6-3, 6-1 |
| 1                                | Chris Evert               | Sue Barker             | 6-2, 6-1 |
| 1                                | Rosie Casals Kathy Jordan | Virginia Wade Jo Durie | 6-4, 7-5 |

- 1982 (5 tours, 32 équipes) : après une victoire au 1er tour contre l’Italie et Israël au 2e tour, la Grande-Bretagne s'incline en 1/4 de finale contre la Tchécoslovaquie.
- 1983 (qualifications + 5 tours, 39 équipes) : après une victoire au 1er tour contre le Luxembourg et le Brésil au 2e tour, la Grande-Bretagne s'incline en 1/4 de finale contre l’Allemagne de l'Ouest.
- 1984 (qualifications + 5 tours, 36 équipes) : la Grande-Bretagne s'incline au 1er tour contre la Bulgarie.
- 1985 (qualifications + 5 tours, 38 équipes) : après une victoire au 1er tour contre l’Allemagne de l'Ouest et le Japon au 2e tour, la Grande-Bretagne s'incline en 1/4 de finale contre la Bulgarie.
- 1986 (qualifications + 5 tours, 42 équipes) : la Grande-Bretagne s'incline au 1er tour contre le Danemark.
- 1987 (qualifications + 5 tours, 42 équipes) : après une victoire au 1er tour contre le Chili et l’Italie au 2e tour, la Grande-Bretagne s'incline en 1/4 de finale contre les États-Unis.
- 1988 (qualifications + 5 tours, 36 équipes) : la Grande-Bretagne s'incline au 1er tour contre l’Indonésie.
- 1989 (qualifications + 5 tours, 40 équipes) : après une victoire au 1er tour contre l’Indonésie, la Grande-Bretagne s'incline au 2e tour contre l’Autriche.

### 1990 - 1999
- 1990 (qualifications + 5 tours, 44 équipes) : après une victoire au 1er tour contre la République dominicaine et l’Italie au 2e tour, la Grande-Bretagne s'incline en 1/4 de finale contre l’Autriche.
- 1991 (qualifications + 5 tours + barrages, 56 équipes) : après une victoire au 1er tour contre la Nouvelle-Zélande, la Grande-Bretagne s'incline au 2e tour contre l’Italie.
- 1992 (5 tours + barrages, 32 équipes) : après une défaite au 1er tour contre les États-Unis et le Chili en play-offs, la Grande-Bretagne s'incline en play-offs contre la Finlande.
- 1993 (5 tours + barrages, 32 équipes) : après une défaite au 1er tour contre l’Espagne, la Grande-Bretagne s'incline en play-offs contre la Pologne.
- 1994 : la Grande-Bretagne ne participe pas à cette édition organisée à Francfort.

La compétition change de format à compter de 1995 : la Coupe de la Fédération devient Fed Cup.
- 1995 - 1996 - 1997 - 1998 - 1999 : la Grande-Bretagne concourt dans les compétitions par zones géographiques.

### 2000 - 2009
- 2000 - 2001 - 2002 - 2003 - 2004 - 2005 - 2006 - 2007 - 2008 - 2009 : la Grande-Bretagne concourt dans les compétitions par zones géographiques.

### 2010 - 2016
- 2010 - 2011 : la Grande-Bretagne concourt dans les compétitions par zones géographiques.
- 2012 (3 tours, 8 équipes + groupe mondial II, play-offs I et II) : la Grande-Bretagne s'incline en play-offs II contre la Suède.
- 2013 (3 tours, 8 équipes + groupe mondial II, play-offs I et II) : la Grande-Bretagne s'incline en play-offs II contre l’Argentine.
- 2014 - 2015 - 2016 : la Grande-Bretagne concourt dans les compétitions par zones géographiques.

## Bilan de l'équipe
Résultats des confrontations entre la Grande-Bretagne et ses adversaires les plus fréquents (3 rencontres minimum dans les groupes mondiaux).
| #  | Adversaires        | Rencontres | Victoires | Défaites | % victoires |
| -- | ------------------ | ---------- | --------- | -------- | ----------- |
| 1  | Australie          | 10         | 3         | 7        | 30 %        |
| 2  | États-Unis         | 10         | 1         | 9        | 10 %        |
| 3  | Allemagne          | 6          | 4         | 2        | 67 %        |
| 4  | Afrique du Sud     | 5          | 4         | 1        | 80 %        |
| 5  | Italie             | 5          | 4         | 1        | 80 %        |
| 6  | République tchèque | 5          | 3         | 2        | 60 %        |
| 7  | Nouvelle-Zélande   | 4          | 4         | 0        | 100 %       |
| 8  | Suède              | 4          | 3         | 1        | 75 %        |
| 9  | Autriche           | 4          | 2         | 2        | 50 %        |
| 10 | Belgique           | 3          | 3         | 0        | 100 %       |
| 11 | France             | 3          | 2         | 1        | 67 %        |
| 12 | Argentine          | 3          | 2         | 1        | 67 %        |
| 13 | Espagne            | 3          | 2         | 1        | 67 %        |

## Bilan des joueuses les plus sélectionnées
Ce bilan est calculé sur la base des rencontres officielles des groupes mondiaux et barrages I et II. Les rencontres des tableaux dits de « consolation » et celles par « zones géographiques » ne sont pas prises en compte. Les joueuses comptant moins de 5 sélections ne sont pas reprises dans le tableau.
| #  | Joueuses         | De   | à    | Sélections | Matchs | Victoires | Défaites | % victoires |
| -- | ---------------- | ---- | ---- | ---------- | ------ | --------- | -------- | ----------- |
| 1  | Ann Haydon-Jones | 1963 | 1970 | 18         | 34     | 21        | 13       | 62 %        |
| 2  | Anne Hobbs       | 1978 | 1989 | 19         | 22     | 14        | 8        | 64 %        |
| 3  | Christine Janes  | 1963 | 1968 | 9          | 13     | 8         | 5        | 62 %        |
| 4  | Clare Wood       | 1988 | 1993 | 12         | 15     | 9         | 6        | 60 %        |
| 5  | Deidre Catt      | 1963 | 1965 | 5          | 8      | 6         | 2        | 75 %        |
| 6  | Glynis Coles     | 1974 | 1980 | 9          | 13     | 9         | 4        | 69 %        |
| 7  | Jo Durie         | 1981 | 1993 | 27         | 44     | 24        | 20       | 55 %        |
| 8  | Joyce Barclay    | 1969 | 1973 | 9          | 11     | 6         | 5        | 55 %        |
| 9  | Michelle Tyler   | 1976 | 1979 | 5          | 5      | 2         | 3        | 40 %        |
| 10 | Monique Javer    | 1990 | 1992 | 5          | 5      | 2         | 3        | 40 %        |
| 11 | Sara Gomer       | 1987 | 1992 | 6          | 8      | 5         | 3        | 63 %        |
| 12 | Sue Barker       | 1974 | 1982 | 27         | 44     | 31        | 13       | 70 %        |
| 13 | Virginia Wade    | 1967 | 1983 | 57         | 100    | 66        | 34       | 66 %        |
| 14 | Winnie Shaw      | 1966 | 1972 | 19         | 24     | 15        | 9        | 63 %        |